# Tout le bonheur du monde
Pour les articles homonymes, voir Tout le bonheur du monde (album) et Tout le bonheur du monde (film).
Tout le bonheur du monde est une chanson interprétée par le groupe français Sinsemilia. Sortie en single en 2005 et extraite de l'album Debout, les yeux ouverts (2004) cette chanson est le plus gros succès du groupe. Elle a d'ailleurs fait partie de la sélection du NRJ Music Award du clip de l'année en 2005.
La chanson est reprise en août 2016 par le groupe d'enfants Kids United sur leur second album Tout le bonheur du monde.
La chanson « Je te souhaitais » sortie par le groupe en février 2021 est présentée comme la suite de l'histoire de Tout le bonheur du monde, près de dix-sept ans après son écriture.
En novembre 2022, la chanson est reprise pour la scène de fin du prime final de la série Plus belle la vie, sur France 3. Elle est interprétée par Laurent Kérusoré.